# 溜池ゴロー (アダルトビデオ)
溜池ゴロー（ためいけ ゴロー）は日本のアダルトビデオメーカー。
2003年12月、MOODYZ内のレーベルとして「美熟女画報」（主演・麻布レオナ）でスタート。
2006年2月、MOODYZより独立し「溜池ゴロー」としてメーカー化。同年5月13日、白石さゆりが専属女優としてデビュー、同年のメーカー売り上げベスト10のうち、白石出演作品が6作品を占めた。
監督名をメーカー名に掲げた AVメーカー「溜池ゴロー」は、美熟女と爆乳を溜池監督が撮影、他若手監督陣「溜池ゴローと愉快な仲間達」の作品で構成されている。
特徴としてはドラマ作品が大半であり、これゆえに出演者も実年齢が熟女が否かではなく、「人妻設定が演じられるか」に重きを置いている点。これにより独身、20代前半であっても、多数出演作がある女優がいる。
AVライターの沢木毅彦は「美熟女専科」のメーカーと評論している。同様のジャンルを扱うマドンナとはライバルメーカーという関係ではあるものの、2019年には11月19日を「いい熟女の日」と位置づけ配信サイトおよび実店舗で共同月間キャンペーンを開催した。

## 義母シリーズ
MOODYZのレーベル時代から続くメーカーの看板シリーズ。

### 作品
| - ◆義母レオナ 麻布レオナ - ◆義母彩乃 紫彩乃 - ◆義母亜希 友崎亜希 - ◆義母里沙 金子里沙 - 義母絵美子 小池絵美子 - 義母美里 青木美里 - 義母ゆみ 風間ゆみ - 義母さゆり 白石さゆり - 義母友希 つかもと友希 - 義母美鈴 白鳥美鈴 | - 義母涼子 朝宮涼子 - 義母梨奈 高倉梨奈 - 義母梨沙 坂本梨沙 - 義母ゆかり 浅宮ゆかり - 義母しほり 艶堂しほり - 義母里穂 小林里穂 - 義母京香 姫宮京香 - 義母夏美 北原夏美 - 義母彩音 浅倉彩音 - 義母千沙 桐島千沙 | - 義母涼子 村上涼子 - 義母梨乃 関口梨乃 - 義母美紀 佐藤美紀 - 義母保奈美 高坂保奈美 - 義母さやか 川瀬さやか - 義母恭子 三咲恭子 - 義母友里 真田友里 - 義母絵理香 藤原絵理香 - 義母多恵 藤原多恵 - 義母みちる 桜みちる | - 義母るり 早見るり - 義母紫乃 真波紫乃 - 義母エレン 城エレン |

- - ◆はMOODYZ時代　
  - (2010年3月発売現在)

## 歴代デビュー女優
溜池ゴローによって見初められてデビューした女優
|   | 名前       | デビュー       | 備考                          |
| - | ---------- | -------------- | ----------------------------- |
| 1 | 白石さゆり | 2006年5月13日  | 現・北条麻妃                  |
| 2 | 瀬戸ゆうき | 2007年1月13日  | 元ストリッパー、引退          |
| 3 | 浅倉彩音   | 2008年7月13日  | 9歳の逆サバ読みを訂正後、引退 |
| 4 | 三咲恭子   | 2009年3月13日  |                               |
| 5 | 早見るり   | 2009年10月13日 |                               |
| 6 | 音無かおり | 2012年3月13日  |                               |
| 7 | 三井ゆかり | 2012年9月13日  |                               |
| 8 | 堀内秋美   | 2013年1月13日  |                               |
| 9 | 南紗穂     | 2013年2月13日  |                               |

## 人気シリーズ
- 義母　29本
- 義母奴隷　36本
- 美熟女画報　14本
- 友人の母　28本
- 女教師　19本
- 隣の人妻　14本
- 美熟女が拘束され加藤鷹にイカサレまくるビデオ！　16本
- 美顔　11本

(2010年3月発売現在)

## 出演女優
1. 白石さゆり　24本（すべて白石名義）
2. 風間ゆみ　18本
3. 友田真希　16本
4. 翔田千里　12本
5. 高坂保奈美　11本
6. 村上涼子　10本
7. 白鳥美鈴　9本
8. 北原夏美　9本
9. 浅倉彩音　8本
10. 小池絵美子　7本
11. 艶堂しほり　6本

(2010年3月発売現在)